# Кислі води
Кислі води (рос. кислые воды, англ. sour waters, нім. saure Wässer n pl) – води кислої реакції, рН<7 (особливо рН<5). Кислотність води викликається речовинами, які у водному розчині дисоціюють з утворенням йона водню. Найчастіше К.в. містять вільну вугільну, гумінову і сірчану кислоту. Корозійно активні.Руйнують поверхнюметалу і бетону. Впливають на хід і результати фізико-хімічних процесів переробки корисних копалин, наприклад, флотацію, флокуляцію, аґломерацію тощо.